# Die Vogelhochzeit

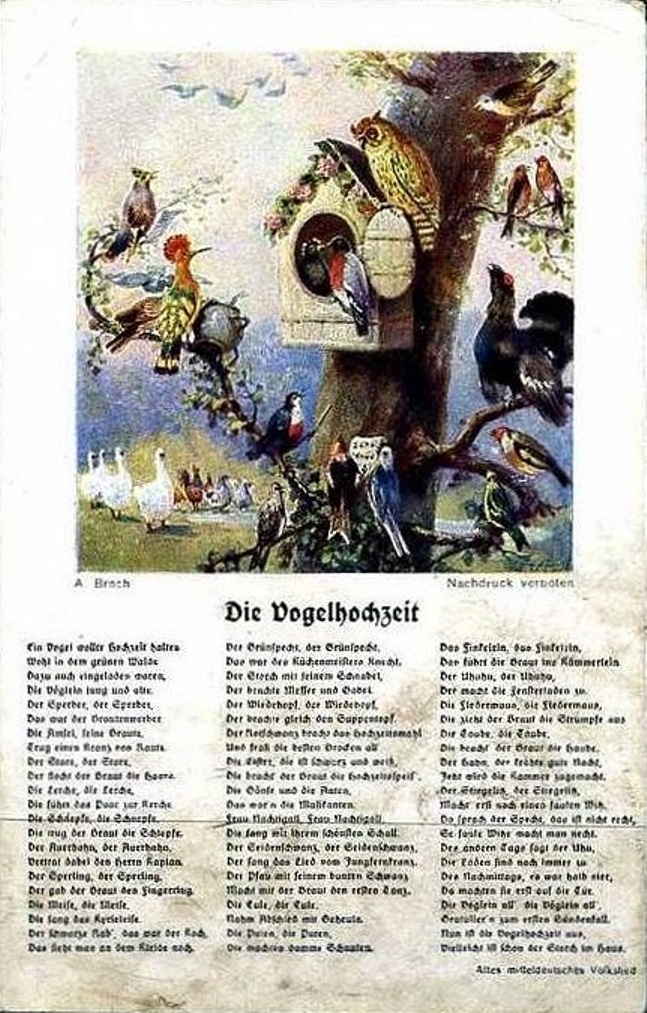
Die Vogelhochzeit, Bildpostkarte von Alois Broch

Die Vogelhochzeit  (auch Ein Vogel wollte Hochzeit machen) gehört zu den bekanntesten deutschen Volks- und Kinderliedern. Es handelt von der Vermählung zweier Vögel, üblicherweise einer männlichen Drossel mit einer weiblichen Amsel.

## Überlieferungsgeschichte
Der Text der Vogelhochzeit ist bereits im Wienhäuser Liederbuch überliefert, dessen Entstehungszeit auf etwa 1470 datiert wird. Ein um 1530 in Nürnberg gedrucktes „fliegendes Blatt“ sowie ein weiterer, 1613 vermutlich in Basel hergestellter Druck zeugen von der Verbreitung des Liedes in der Frühen Neuzeit. Seit Anfang des 17. Jahrhunderts bis ins 19. Jahrhundert hinein war das Lied auf verschiedene Melodien verbreitet. Die heute übliche Melodie wurde in der ersten Hälfte des 19. Jahrhunderts in Schlesien in der Gegend von Bunzlau und Haynau aufgezeichnet.
In seiner 1778 erschienenen Sammlung (die heute unter dem Titel Stimmen der Völker in Liedern bekannt ist) gibt Johann Gottfried Herder das „wendische Spottlied“ Die lustige Hochzeit wieder, das von Goethe wörtlich in seinem 1789 verfassten Singspiel Die Fischerin übernommen wird.

## Text
Die kurzen Strophen beschreiben das Verhalten der Hochzeitsgäste, von denen jeder einer anderen Vogelart angehört. Auch die den Feierlichkeiten folgende Hochzeitsnacht wird in einigen Versionen des Textes angedeutet.
Form und Inhalt des Liedes laden in ihrer Einfachheit dazu ein, selbst neue Strophen zu bilden. Dazu trägt nicht zuletzt auch das unorthodoxe Verständnis der Reimkunst bei, das sich in allen Versionen des überlieferten Textes findet: Damit sie sich auf „Musikanten“ reimen, werden zum Beispiel die „Enten“ mundartlich als „Anten“ benannt. Typisch für derartige Neuschöpfungen unter Kindern, die regional unterschiedlich relativ stark verbreitet sind, ist oftmals eine derbe, leicht vulgäre Sprache. Neuschöpfungen wie Die Eule, die Eule, die hat am Arsch 'ne Beule. gehören dabei noch zu den harmloseren Varianten. Auch die Rollen der verschiedenen Vögel unterscheiden sich je nach Überlieferung und saisonal; so werden mitunter bspw. auch der Stieglitz oder die Amsel, seltener der Fink als Bräutigam geführt.
Der Text:
Ein Vogel wollte Hochzeit machen

in dem grünen Walde.

  Refrain:

Fidirallala, fidirallala,

fidirallalalala.

Die Drossel war der Bräutigam,

die Amsel war die Braute.

Der Sperber, der Sperber,

der war der Hochzeitswerber.

Der Stare, der Stare,

der flocht der Braut die Haare.

Die Gänse und die Anten,

die war’n die Musikanten.

Der Spatz, der kocht das Hochzeitsmahl,

verzehrt die schönsten Bissen all.

Der Uhu, der Uhu,

der bringt der Braut die Hochzeitsschuh’.

Der Kuckuck schreit, der Kuckuck schreit,

er bringt der Braut das Hochzeitskleid.
Der Seidenschwanz, der Seidenschwanz,

der bracht’ der Braut den Hochzeitskranz.

Der Sperling, der Sperling,

der bringt der Braut den Trauring.

Die Taube, die Taube,

die bringt der Braut die Haube.

Der Wiedehopf, der Wiedehopf,

der bringt der Braut nen Blumentopf.

Die Lerche, die Lerche,

die führt die Braut zur Kerche.

Brautmutter war die Eule,

nahm Abschied mit Geheule.

Der Auerhahn, der Auerhahn,

der war der stolze Herr Kaplan.

Die Meise, die Meise,

die singt das Kyrie eleise.

Die Puten, die Puten,

die machten breite Schnuten.
Der Pfau mit seinem bunten Schwanz

macht mit der Braut den ersten Tanz.

Die Schnepfe, die Schnepfe,

setzt auf den Tisch die Näpfe.

Die Finken, die Finken,

die gaben der Braut zu trinken.

Der lange Specht, der lange Specht,

der macht der Braut das Bett zurecht.

Das Drosselein, das Drosselein,

das führt die Braut ins Kämmerlein.

Der Uhu, der Uhu,

der macht die Fensterläden zu

Der Hahn, der krähet: „Gute Nacht“,

nun wird die Kammer zugemacht.

Die Vogelhochzeit ist nun aus,

die Vögel fliegen all’ nach Haus.

Das Käuzchen bläst die Lichter aus

und alle ziehn vergnügt nach Haus.

## Bearbeitungen
Verschiedene Komponisten haben das Volkslied als Ausgangsmaterial für Bearbeitungen benutzt:
Dieter Wellmann, Karl Valentin, Helge Schneider, Fredo Jung u. a. So hat etwa Wellmann 24 „Chorvariationen für gemischten Chor in musikgeschichtlicher Stilfolge“ – à la Buxtehude, Bach, Mozart, Beethoven, Silcher, Schubert, Johann Strauss, Brahms, Wagner, Distler, Orff, Schönberg u. a. – komponiert.
Den gleichen Titel wie das Volkslied trägt ein 1977 entstandenes und 1990 im Fernsehen uraufgeführtes Singspiel des Sängers Rolf Zuckowski (Rolfs Vogelhochzeit).